# 袋棚

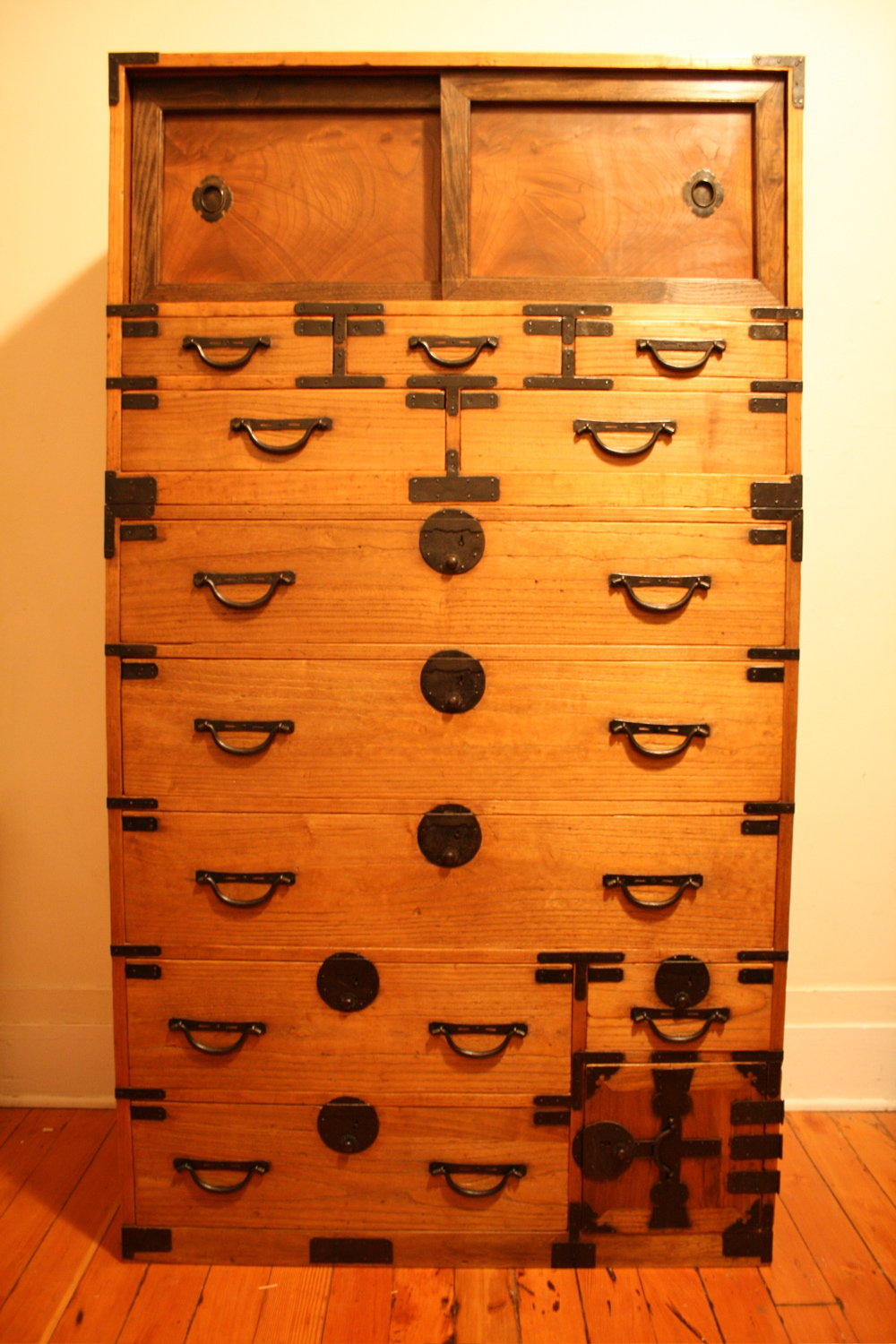
箪笥の上部に設けられた袋棚。

袋棚（ふくろだな）は、日本の家具。主に2枚ないし4枚の引違戸（袋戸と呼ぶ。多くは襖である）がつけられた比較的小さな収納棚。高さに乏しい反面、横幅または奥行きを持つ。戸（袋戸）が付けられていることから「袋戸棚（ふくろとだな）」とも呼ぶ。多くは床の間の床脇に違い棚と組み合わせて造付けられるほか、押入れの上部収納や仏壇下の仏具収納としても造付けられる。
また、箪笥などの収納家具や、茶席や香席で用いる置き棚（茶棚、香棚）には袋棚が付いている場合が多く、茶席では茶花を入れる花入れや棗 (茶器)の収納などに（利休袋棚）、香席では香を入れた香袋や香道具の収納などに用いられる（志野袋棚、四季棚）。

## 天袋
天袋（てんぶくろ）とは天井側にある袋棚。床の間の床脇棚として用いられるほか、押入れ上部の小収納としても多く用いられる。床脇棚の場合はふつう4枚引違戸が用いられ、押入れの上部収納としてはおもに2枚引き違い戸が用いられる。ただし、押入れに付随して作り付けられる場合は押入れ引違戸数に合わせて袋戸の数が変わる（大広間などで押入れが4枚戸なら袋戸も4枚。4畳半部屋など狭い部屋で片開き戸の押入れなら袋戸も片開き。押入れ戸数と袋戸数が違うことはまず無い）。近年では押入れの収納部分が袋戸裏まで広く造られている場合もあり、袋戸が飾り戸の役目（袋戸を開けてもすぐ壁になっている）になっているものもある。

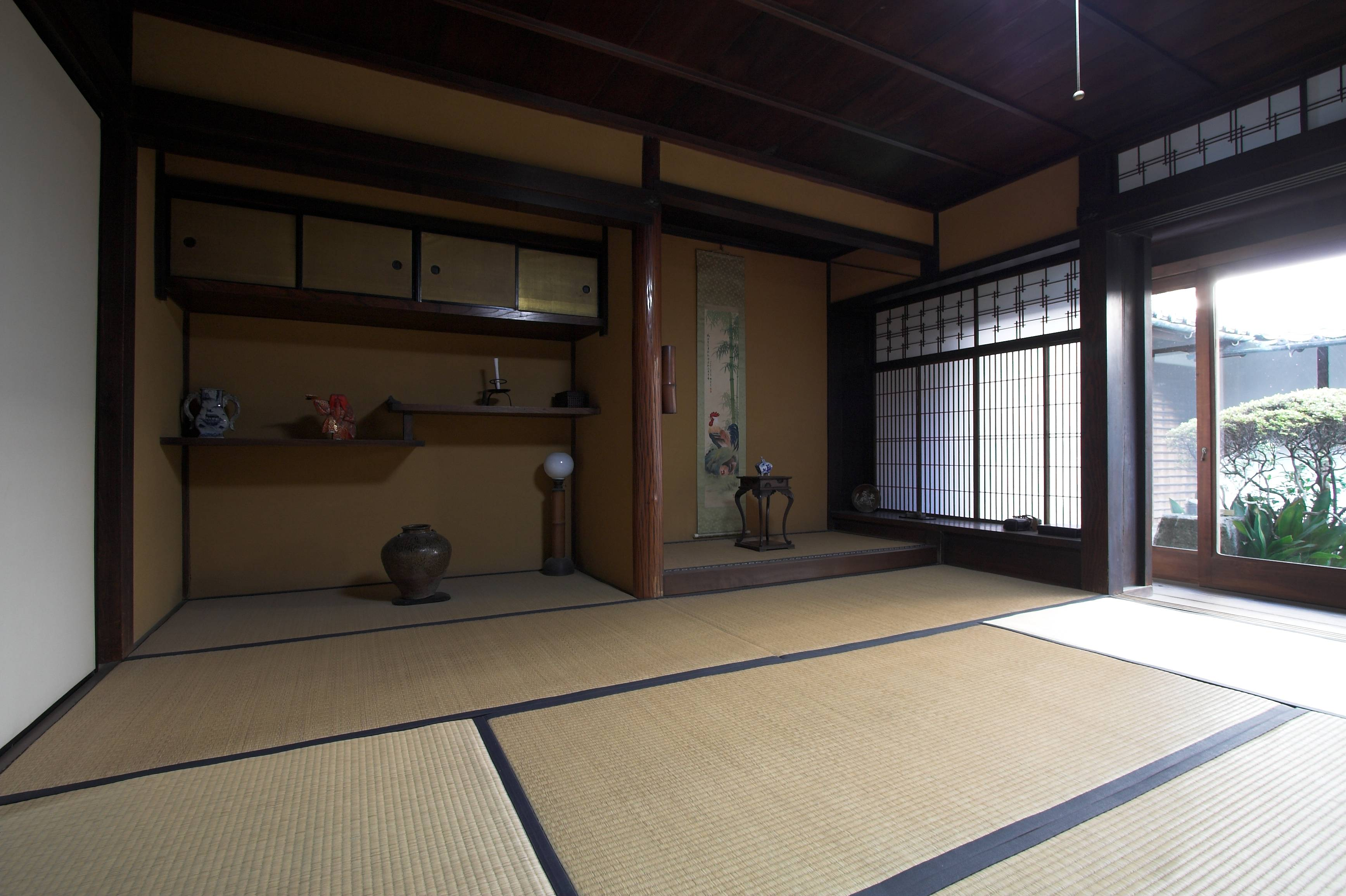
床の間。左側が床脇で、床脇棚として違い棚と天袋が造りつけられている。 （高木家住宅／奈良県橿原市）
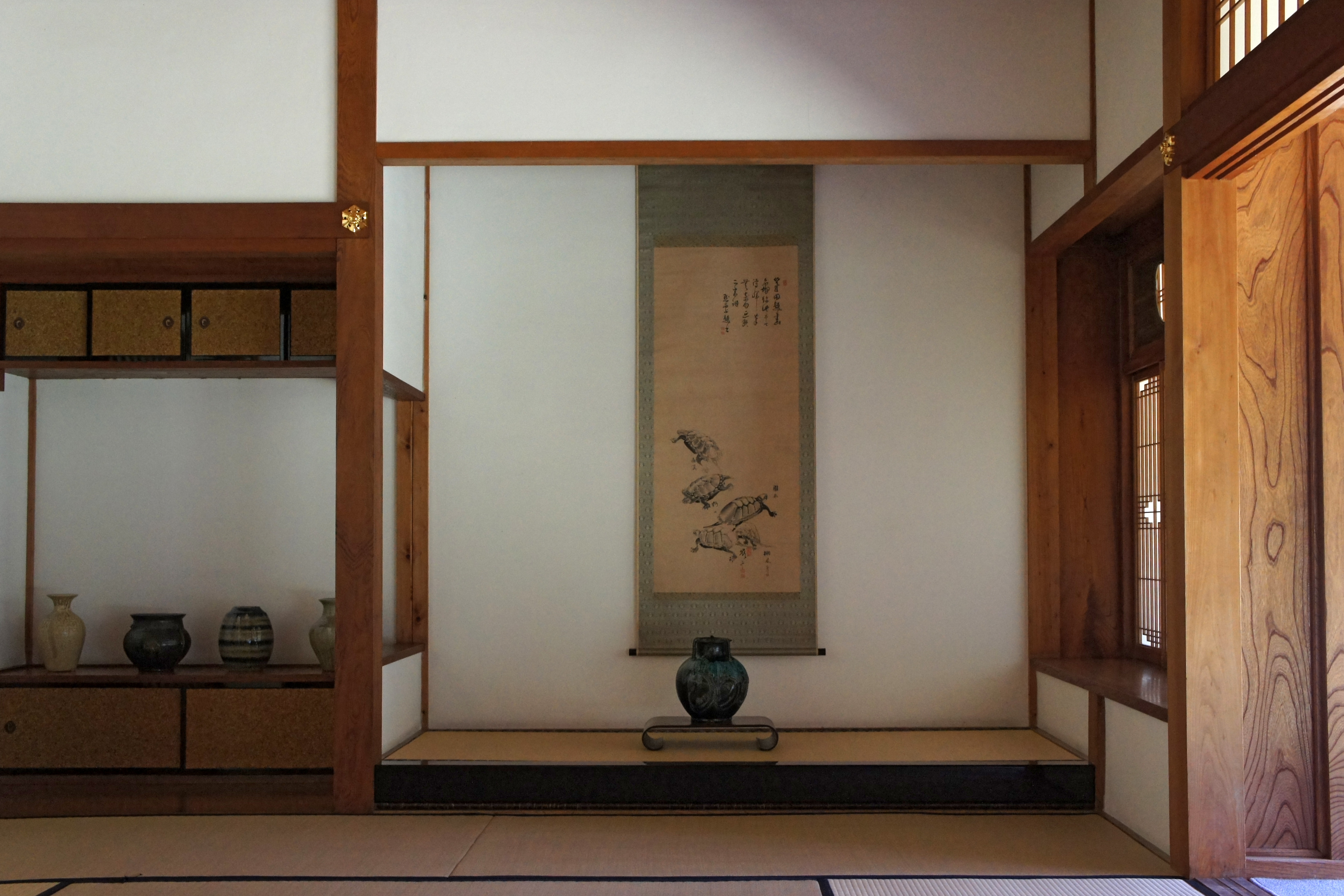
床の間左側の床脇に、4枚引き違い戸の天袋と2枚引き違い戸の地袋が一緒に造りつけられているもの。 （観音院／鳥取県鳥取市）
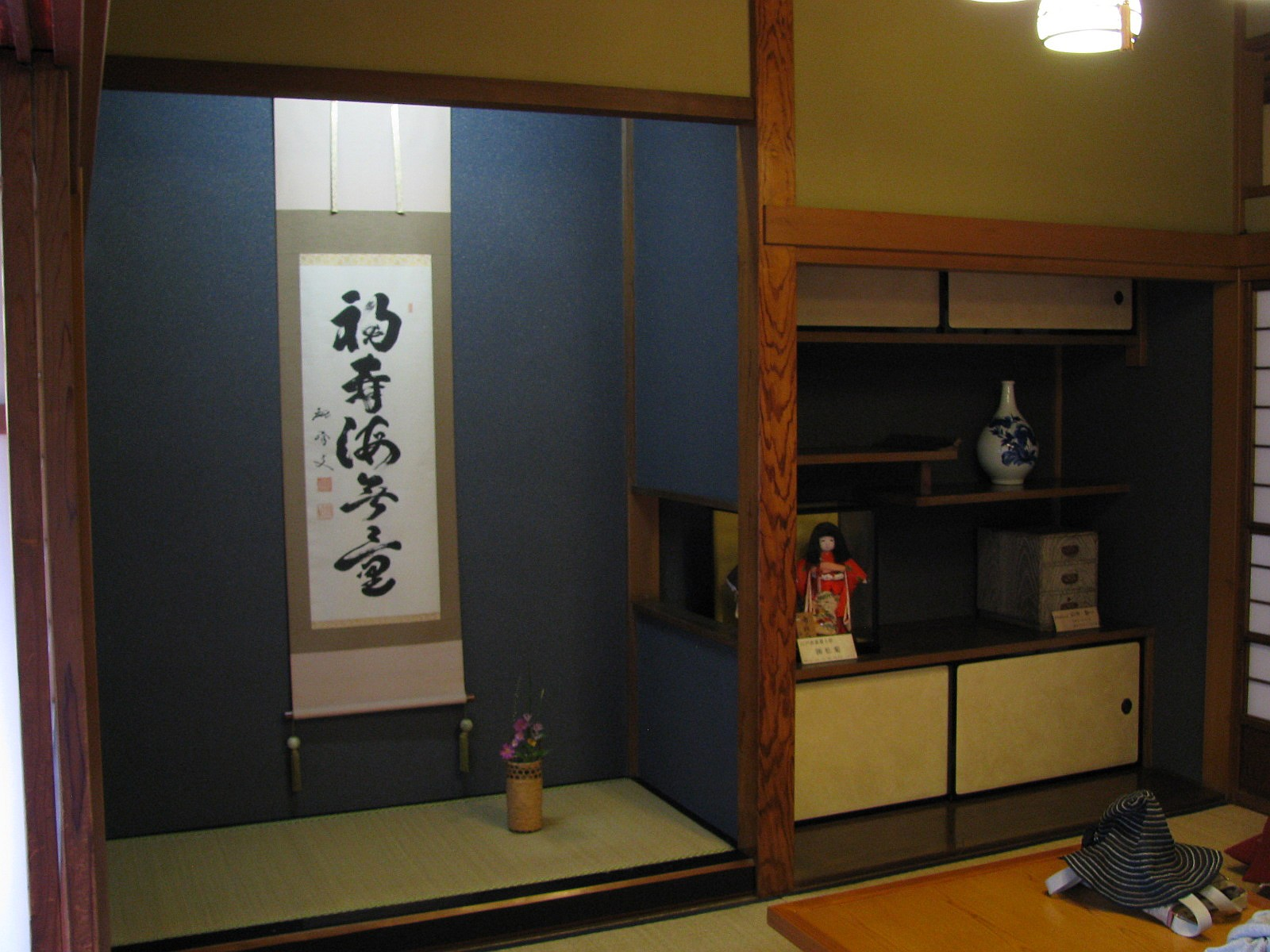
床の間右側に床脇があるもの。違い棚の上下に2枚引き違い戸の天袋と地袋が一緒に造りつけられている。 （山本亭／東京都葛飾区）
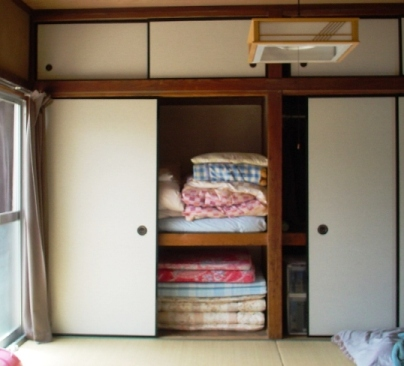
押入れの上部に設けられた天袋。

## 地袋
地袋（じぶくろ、ちぶくろ）とは床側にある袋棚。床の間の床脇棚として用いられるほか、仏間において仏壇の下に仏具収納として造付けられている場合が多い。仏壇下の場合、仏壇が観音開き（両開戸）であることから地袋も観音開きの袋戸が多くもうけられているが、2枚引違戸や片開戸（1枚戸）の場合もある。なお、全日本宗教用具協同組合によると、給仕がしづらいことから地袋はあまり造らないほうがよいとしており、また、仏間の上には不浄なものを避けるべきとして天袋は造らないほうがよいとしている。
そのほか、日本家屋において上層階にある部屋（2階以上の部屋）の場合、切妻や入母屋では屋根裏の有効利用として地袋を造りつけることも多い。

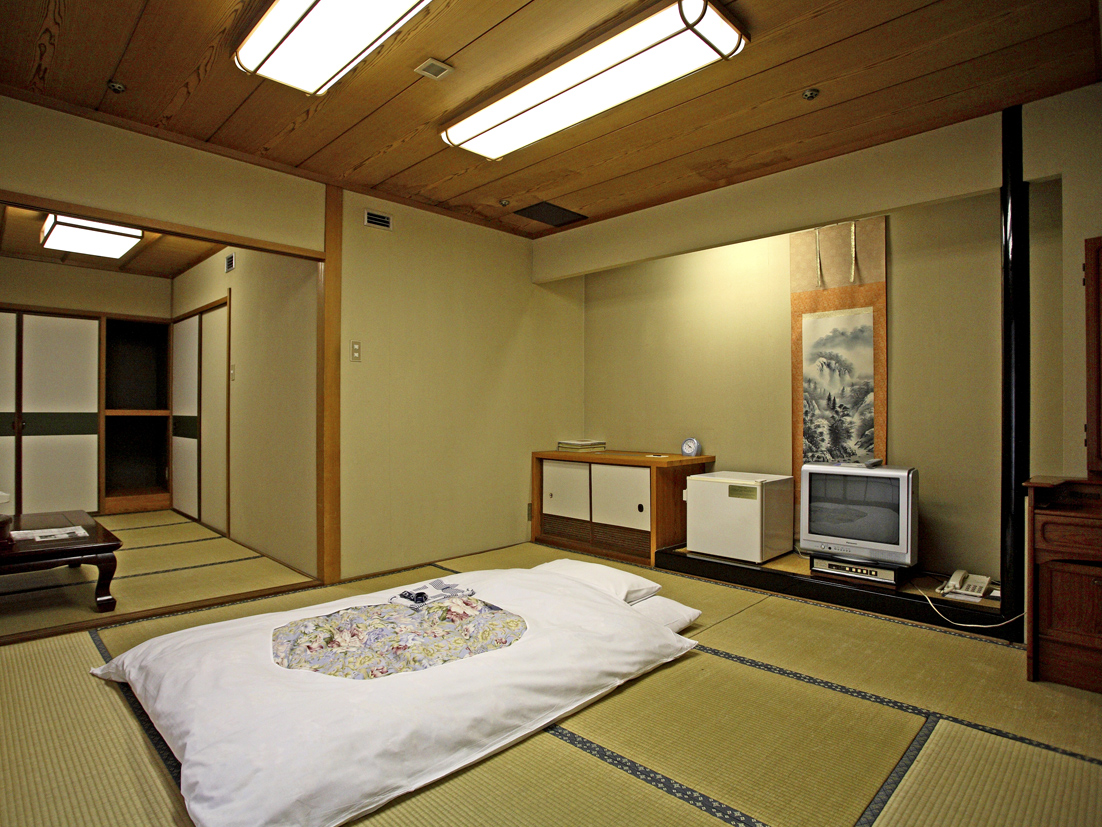
和室の左側床脇に、2枚引き違い戸の地袋が造りつけられている。 （広島グランドインテリジェントホテル／広島県広島市）
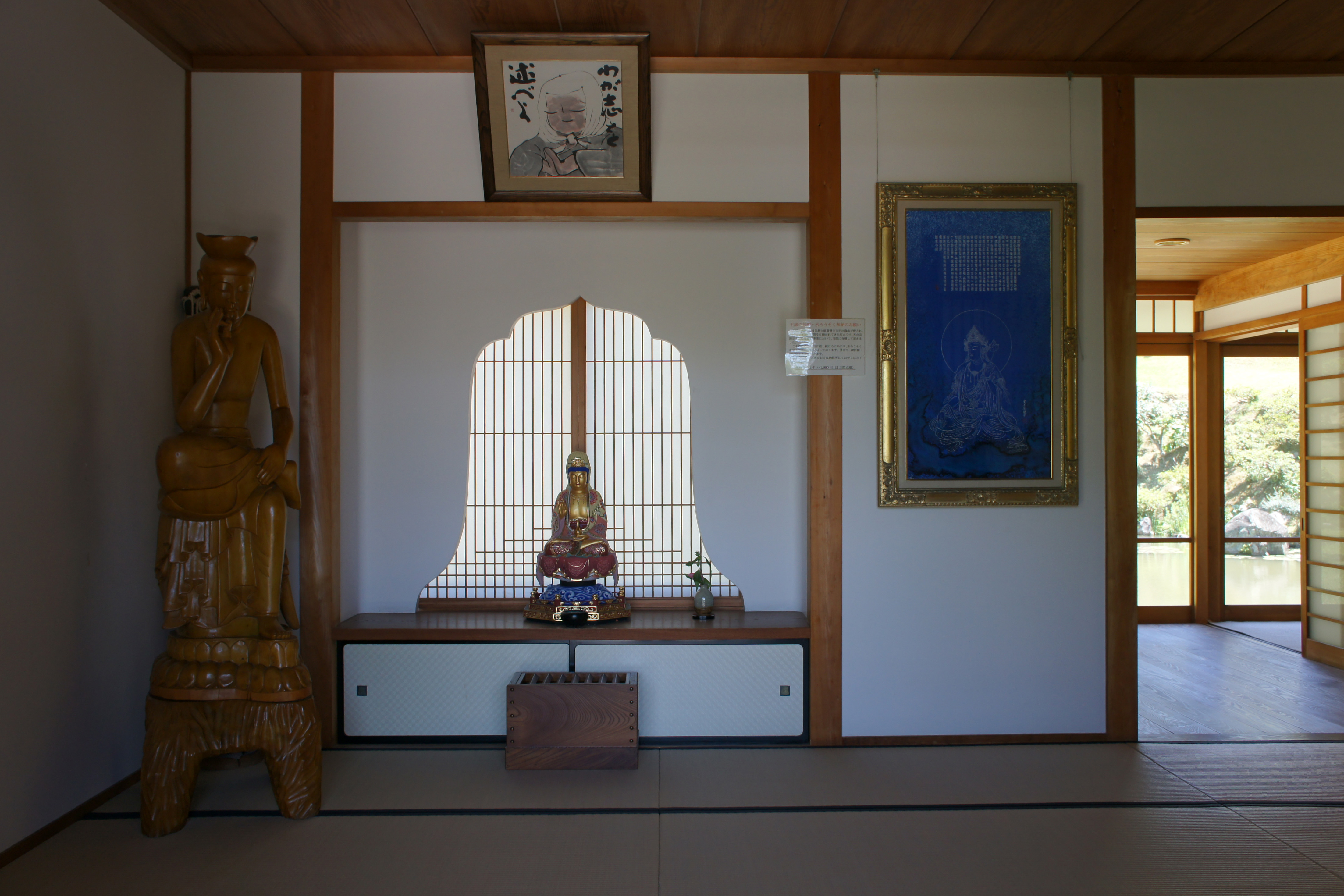
観音像の置かれている棚が2枚引き違い戸の地袋として造りつけられている。 （観音院／鳥取県鳥取市）

 ウィキメディア・コモンズには、地袋に関するカテゴリがあります。